# Yvon Vallières

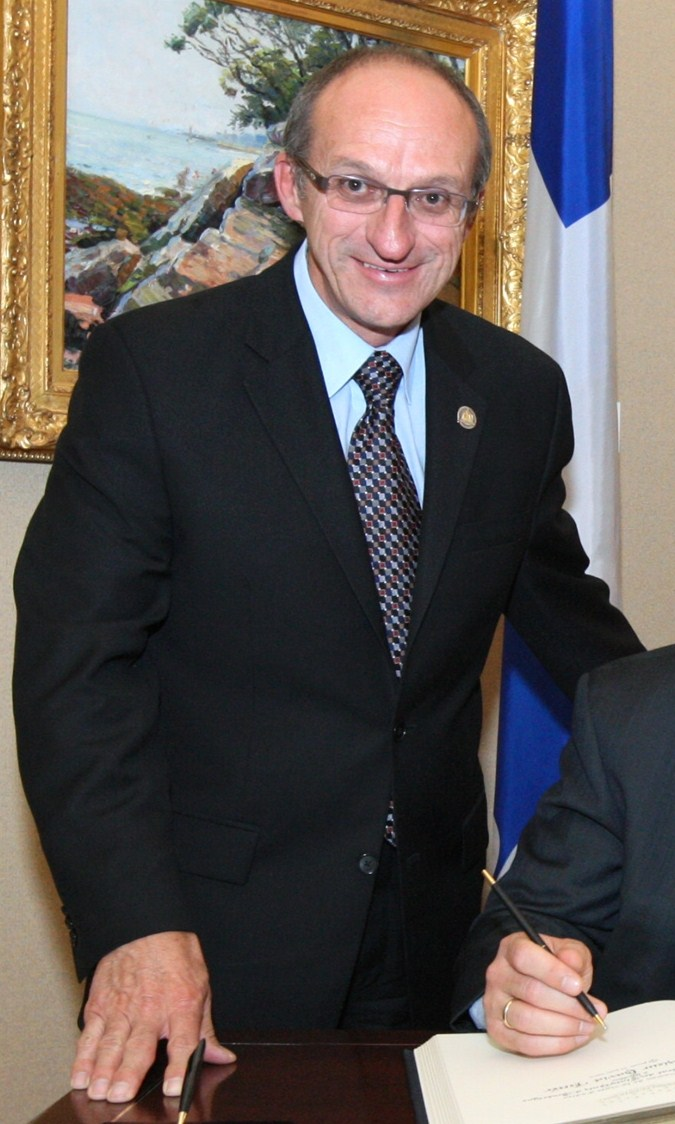
Yvon Vallières (2010)

Yvon Vallières (* 5. Februar 1949 in Danville, Québec) ist ein kanadischer Politiker der Parti libéral du Québec, der Minister in verschiedenen Regierungen der Provinz Québec sowie von 2009 bis 2011 Präsident der Nationalversammlung von Québec war.

## Leben
Yvon Vallières, Sohn des Bergmanns Alphonse Vallières und dessen Ehefrau Thérèse Boucher, begann nach dem Besuch der École Ferland, der École Monseigneur-Thibault in Danville, der École Saint-Aimé in Asbestos sowie der École normale in Estrie ein Studium der Pädagogik an der Université de Sherbrooke, welches er 1970 mit einem Bachelor beendete. Im Anschluss arbeitete er zwischen 1970 und 1972 zunächst als Lehrer in Saint-Hubert, ein Stadtteil von Longueuil, und daraufhin von 1972 bis 1973 als pädagogischer Berater der Schulbehörde von Taillon, ehe er 1973 als Lehrer in Asbestos und Danville unterrichtete.

### Politische Laufbahn
Bei der Wahl am 29. Oktober 1973 wurde Vallières für die Parti libéral du Québec im Wahlkreis „Richmond“ erstmals zum Mitglied der Nationalversammlung von Québec gewählt und konnte sich dabei gegen den bisherigen Wahlkreisinhaber Yvon Brochu von der Ralliement créditiste du Québec durchsetzen konnte. Er verlor diesen Wahlkreis allerdings bereits bei der darauf folgenden Wahl am 15. November 1976 wieder an Brochu, der nunmehr für die Union nationale (UN) antrat. Nach seinem Ausscheiden aus dem Parlament unterrichtete er zwischen 1977 und 1981 als Lehrer an der École Notre-Dame-de-la-Clarté in Valcourt und erwarb darüber hinaus 1981 an der Université de Sherbrooke ein Zertifikat in Psychologie der menschlichen Beziehungen.
Bei der Wahl am 13. April 1981 wurde Yvon Vallières abermals im Wahlkreis „Richmond“ zum Mitglied der Nationalversammlung gewählt, wobei er dieses Mal wiederum Yvon Brochu besiegte. Der Nationalversammlung gehörte er nunmehr nach seinen Wiederwahlen am 2. Dezember 1985, 25. September 1989, 12. September 1994, 30. November 1998, 14. April 2003, 26. März 2007 sowie am 8. Dezember 2008 bis zu seinem Verzicht auf eine erneute Kandidatur bei der Wahl am 4. September 2012 an, woraufhin seine Tochter Karine Vallières für die Liberale Partei diese Wahl gewann. Während seiner Parlamentszugehörigkeit war er unter anderem vom 20. Juni 1984 bis 23. Oktober 1985 zunächst Vorsitzender des Ausschusses für Landwirtschaft, Fischerei und Ernährung.
Nach dem Wahlsieg der Liberalen Partei fungierte Vallières zwischen dem 12. Dezember 1985 und dem 9. August 1989 als Erster Parlamentarischer Geschäftsführer (Chief Government Whip) der Fraktion der Parti libéral und übernahm daraufhin vom 11. Oktober 1989 bis zum 5. Oktober 1990 im Kabinett Premierminister Robert Bourassa erst das Amt als Beigeordneter Minister für Verkehr und daraufhin zwischen dem 5. Oktober 1990 und dem 19. Februar 1992 als Beigeordneter Minister für Landwirtschaft, Fischerei, Ernährung und regionale Entwicklung beziehungsweise vom 19. Januar 1992 bis zum 11. Januar 1994 als Beigeordneter Minister für Landwirtschaft, Fischerei und Ernährung. Während der anschließenden Amtszeit von Premierminister Daniel Johnson, Jr. fungierte er zwischen dem 11. Januar und dem 24. Juli 1994 abermals als Chief Government Whip.
Nach der Niederlage der Liberalen Partei bei der Wahl am 12. September 1994 war Yvon Vallières zuerst vom von 1. Dezember 1994 bis zum 28. Oktober 1998 erneut Vorsitzender des Ausschusses für Landwirtschaft, Fischerei und Ernährung sowie daraufhin zwischen dem 4. März 1999 und dem 12. März 2003 Vorsitzender des Ausschusses für Regionalplanung. Nach dem neuerlichen Wahlsieg der Parti libéral übernahm er vom 29. April 2003 bis zum 18. Februar 2005 noch einmal die Funktion als Erster Parlamentarischer Geschäftsführer der Regierungsfraktion und bekleidete daraufhin zwischen dem 18. Februar bis 31. August 2005 im Kabinett von Premierminister Jean Charest das Amt als Minister für Landwirtschaft, Fischerei und Ernährung. Dieses Amt als Minister für Landwirtschaft, Fischerei und Ernährung hatte er vom 30. Dezember 2005 bis zum 18. April 2007 im Kabinett Charest inne. Anschließend fungierte er zwischen dem 18. April 2007 und dem 10. September 2008 sowie noch einmal vom 21. Oktober bis zum 5. November 2008 als Vorsitzender der Fraktion der Liberalen Partei in der Nationalversammlung.
Zu Beginn der 39. Legislaturperiode wurde Vallières als Nachfolger von François Gendron von der Parti Québécois am 13. Januar 2009 Präsident der Nationalversammlung und bekleidete das Amt des Parlamentspräsidenten bis zum 1. April 2011, woraufhin sein Parteifreund Jacques Chagnon neuer Präsident wurde. Danach kehrte er noch einmal in das Kabinett Charest zurück und übernahm in diesem zwischen dem 7. September 2011 und dem 19. September 2012 die Posten als Minister für zwischenstaatliche Angelegenheiten Kanadas und Frankophonie sowie als Minister für die Reform demokratischer Institutionen und den Zugang zu Informationen.

## Auszeichnungen
Für seine Verdienste wurde Yvon Vallières am 22. November 2007 zunächst zum Großkommandeur des Ordre de la Pléiade der Parlamentarischen Versammlung der Frankophonie ernannt und am 6. Juli 2009 auch mit dem Großkreuz dieses Ordens geehrt. Am 13. Mai 2014 erhielt er die Ehrenmedaille der Nationalversammlung von Quebec. Zuletzt wurde er im April 2015 zum Präsidenten des Vorstands des Botanischen Gartens Parc Marie-Victorin in Kingsey Falls ernannt.

## Veröffentlichung
- Rapport du Comité sur la voirie, les réclamations et la protection de l’environnement, Mitautor Marc-Yvan Côté[7], Québec 1986